# Provincia di Sultan Kudarat
Sultan Kudarat è una provincia filippina situata nella regione di Soccsksargen, sull'isola di Mindanao. Il suo capoluogo è Isulan.

## Geografia fisica
La provincia di Sultan Kudarat è posta nel settore sud-occidentale dell'isola di Mindanao. Si affaccia ad ovest sul Mare di Celebes e confina a nord con le province di Maguindanao e Cotabato, ad est con Davao del Sur e South Cotabato, a sud con Sarangani.

## Geografia antropica

### Suddivisioni amministrative
La provincia di Sultan Kudarat comprende una città componente e 11 municipalità.

#### Città
- Tacurong

#### Municipalità
- Bagumbayan
- Columbio
- Esperanza
- Isulan
- Kalamansig
- Lambayong
- Lebak
- Lutayan
- Palimbang
- President Quirino
- Senator Ninoy Aquino

## Economia
La provincia, godendo di piogge piuttosto costanti durante tutto l'anno ed essendo riparata dai tifoni, può sfruttare al meglio le sue grandi risorse agricole producendo soprattutto riso, cereali e caffè.
La pesca è un'attività molto sviluppata ed in particolare i tonni del Sultan Kudarat sono molto pregiati, tanto da essere esportati in Giappone ed in Europa.
Altre risorse sono il legname e l'estrazione mineraria (rame, oro, cromo, zinco e argento). Vi sono anche cave di ghiaia e sabbia.